# Targ rybny Toyosu
Targ rybny Toyosu (jap. 豊洲市場 Toyosu-shijō), pełna nazwa: Centralny Tokijski Hurtowy Targ Metropolitalny (jap. 東京都中央卸売市場 Tōkyō-to Chūō Oroshiuri Shijō) – hurtowy targ rybny w Japonii, w tokijskiej dzielnicy Kōtō (江東区 Kōtō-ku).

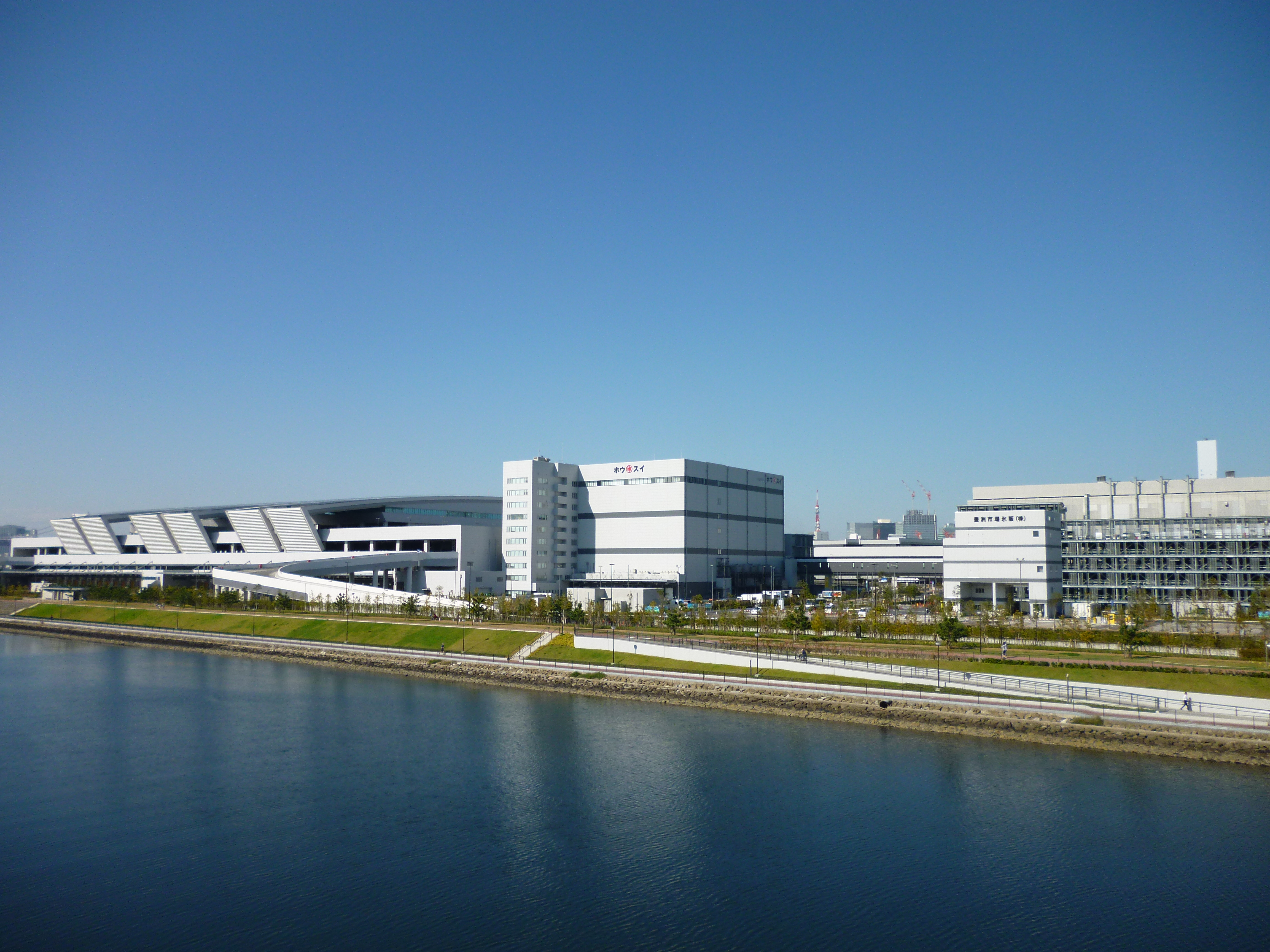
Targ rybny Toyosu, widok z mostu Ariake-Kita

W dniu 6 października 2018 roku targ rybny Tsukiji został zamknięty i przeniesiony na sztuczną wyspę o nazwie Toyosu w Zatoce Tokijskiej. Nowy, hurtowy targ rybny, a także warzyw i owoców, o powierzchni 407 000 m², został otwarty 11 października 2018 roku.

## Opis
Ogromny teren zajmują trzy główne budynki: dwa są przeznaczone na owoce morza, jeden na owoce i warzywa – wszystkie są połączone chodnikami, ze sobą i stacją Shijō-mae linii Yurikamome. Sprawne i efektywne działanie obiektów umożliwia wiele nowoczesnych urządzeń w tym system utrzymujący stałą temperaturę odpowiednią dla danych towarów oraz redukujący napływ powietrza i pyłów z zewnątrz. Wykorzystywany jest największy w Tokio generator energii słonecznej. Dzięki specjalnym tarasom zwiedzający mogą obserwować dokonywanie transakcji i korzystać z posiłków w restauracjach.
Do 2023 roku planowane jest dodanie do kompleksu nowych sklepów i restauracji, publicznej łaźni i hotelu. Do tego czasu indywidualni klienci nie będą mogli kupować świeżych owoców morza w Toyosu. Zainteresowani zakupem – także przyborów związanych z żywością, jak np. noże – mogą udać się na Zewnętrzny Rynek Tsukiji (Tsukiji Outer Market, Tsukiji Jōgai Shijō). Jest to dzielnica sąsiadująca z terenem dawnego rynku hurtowego Tsukiji. Sa tam hurtownie, sklepy detaliczne i restauracje usytuowane wzdłuż wąskich uliczek.

## Historia
Początki targu w Tokio sięgają czasów sioguna Ieyasu Tokugawy (1543–1616), gdy przeniósł on stolicę i wszystkie urzędy z Kioto do Edo. Sprowadził on także rybaków z wioski Tsukuda (obecnie dzielnica Osaki), przyznając im jednocześnie specjalne prawo na dostarczanie owoców morza do jego zamku Edo. Był to wyraz wdzięczności za pomoc w przeszłości. Rybacy pomogli wówczas uciec wojsku Ieyasu, kiedy był ścigany przez wrogów (od nazwy wioski pochodzi potrawa tsukudani). Jednocześnie pozwolił im sprzedawać nadwyżki w pobliżu mostu Nihonbashi. W tym samym okresie rozwijały się również spontanicznie targi warzyw i owoców.
Po restauracji Meiji rynki te skurczyły się w wyniku drastycznych zmian społecznych, ale pod rządami nowych władz miasta Tokio zezwolono na otwarcie rynków prywatnych, co przyczyniło się do ustabilizowania podaży żywności na potrzeby mieszkańców. W 1918 roku wybuchły jednak niepokoje społeczne, spowodowane brakiem ryżu i w marcu 1923 roku wprowadzono w życie „Ustawę o centralnym rynku hurtowym”, która stała się podstawą do otwarcia rynków publicznych w całym kraju. W trakcie ich tworzenia w regionie Kantō miało miejsce w dniu 1 września wielkie trzęsienie ziemi, które przyniosło druzgocące szkody. W trakcie realizacji planu odbudowy stworzono w 1935 roku rynki hurtowe: Tsukiji, Kanda, Kōtō, Ebara, Toshima, Adachi i Shokuniku.
Wielkie zmiany po II wojnie światowej, szybki wzrost japońskiej gospodarki i napływ ludności do Tokio pod koniec lat 60. i 70. XX wieku spowodowały zmianę ustawy z 1923 roku na obecną „Ustawę o rynku hurtowym” w kwietniu 1971 roku. Zgodnie z nowym prawem, władze metropolii otworzyły rynki: Itabashi, Setagaya, Kita-Adachi, Tama, Kasai, Ōta. Sekcja targu kwiatów została otwarta po raz pierwszy w 1988 roku w Kita-Adachi, a następnie w: Ōta, Itabashi, Kasai, Setagaya.

## Galeria

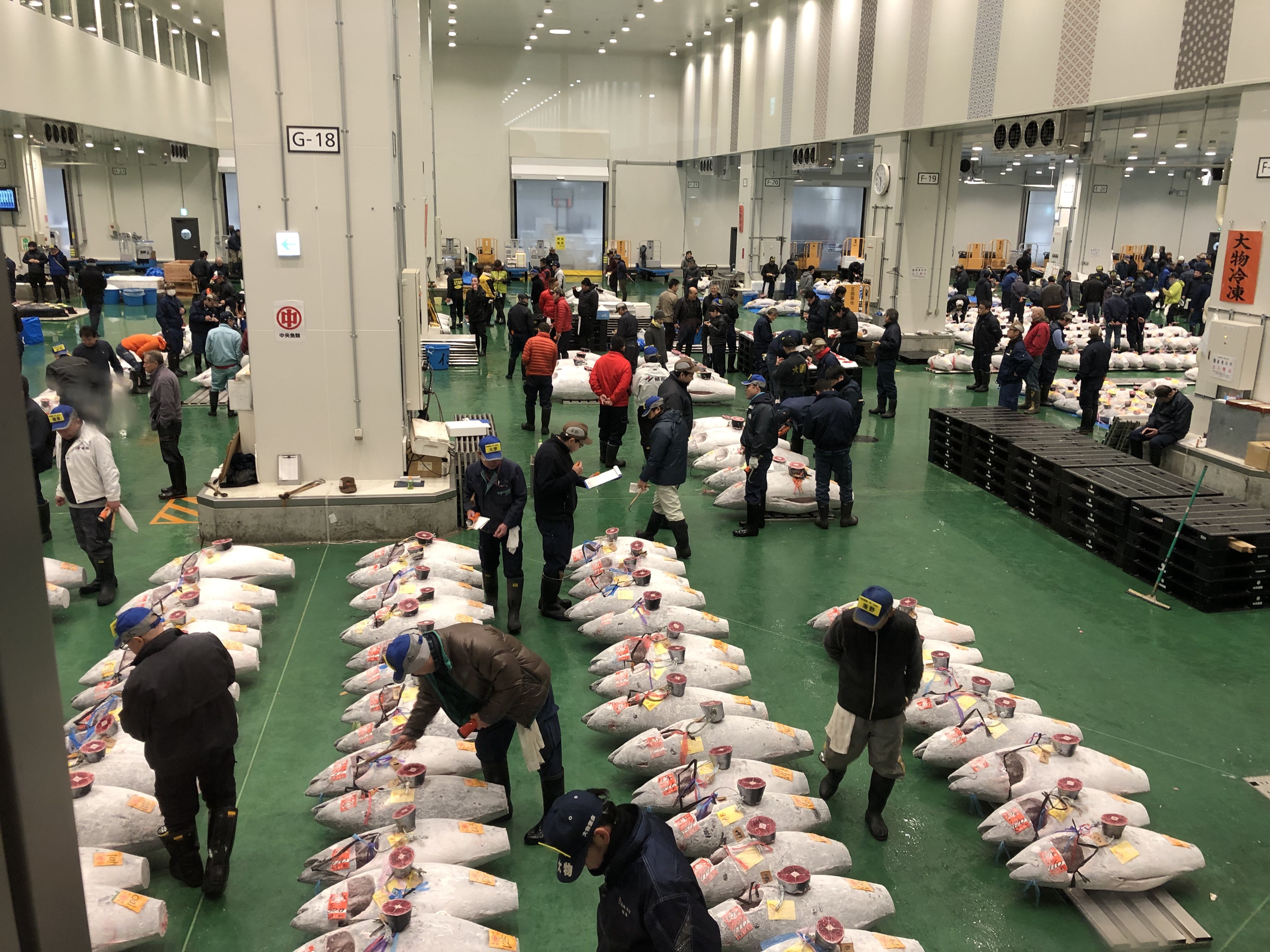
Toyosu, aukcja tuńczyków
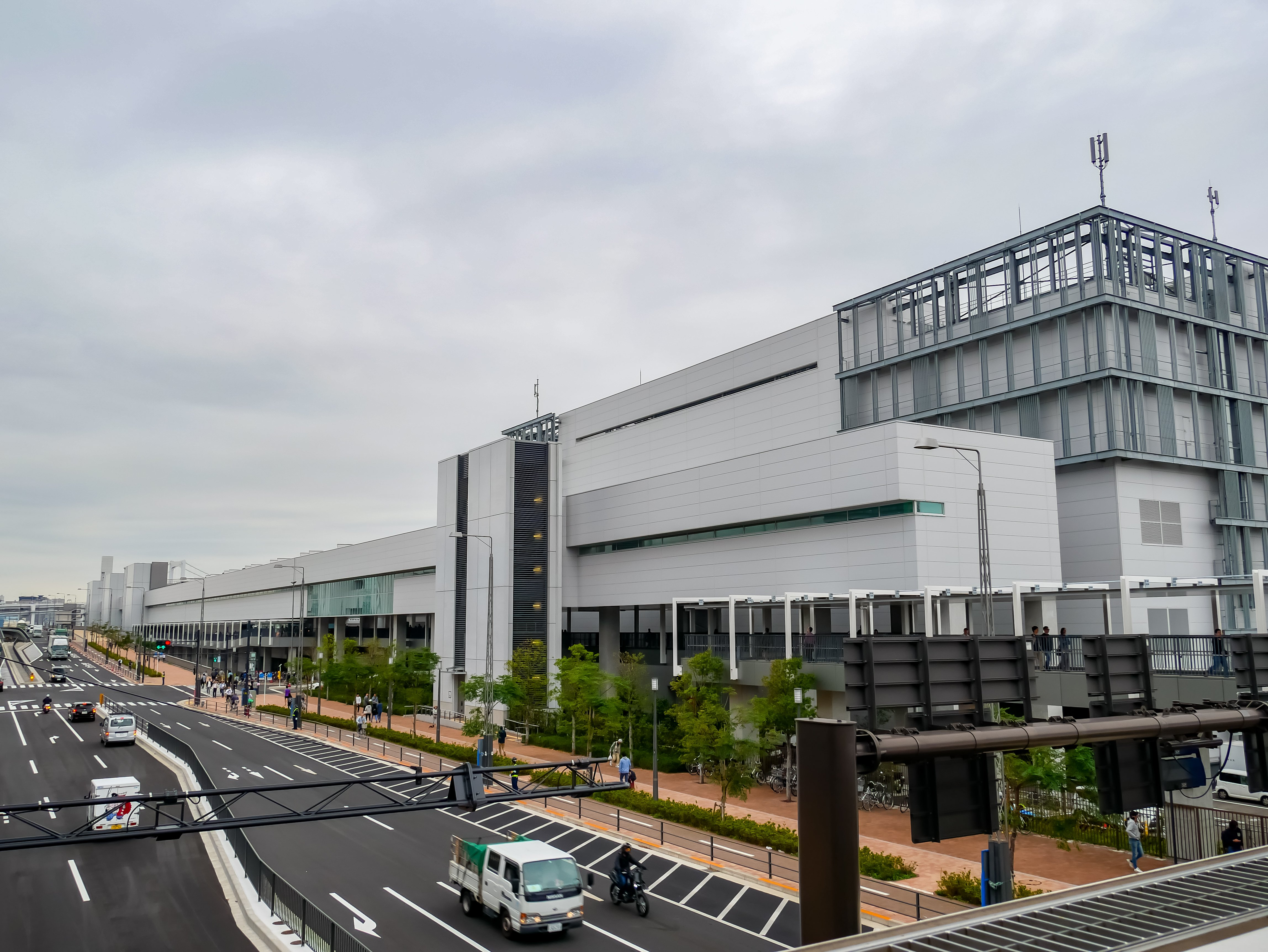
Budynek targu hurtowego owoców morza
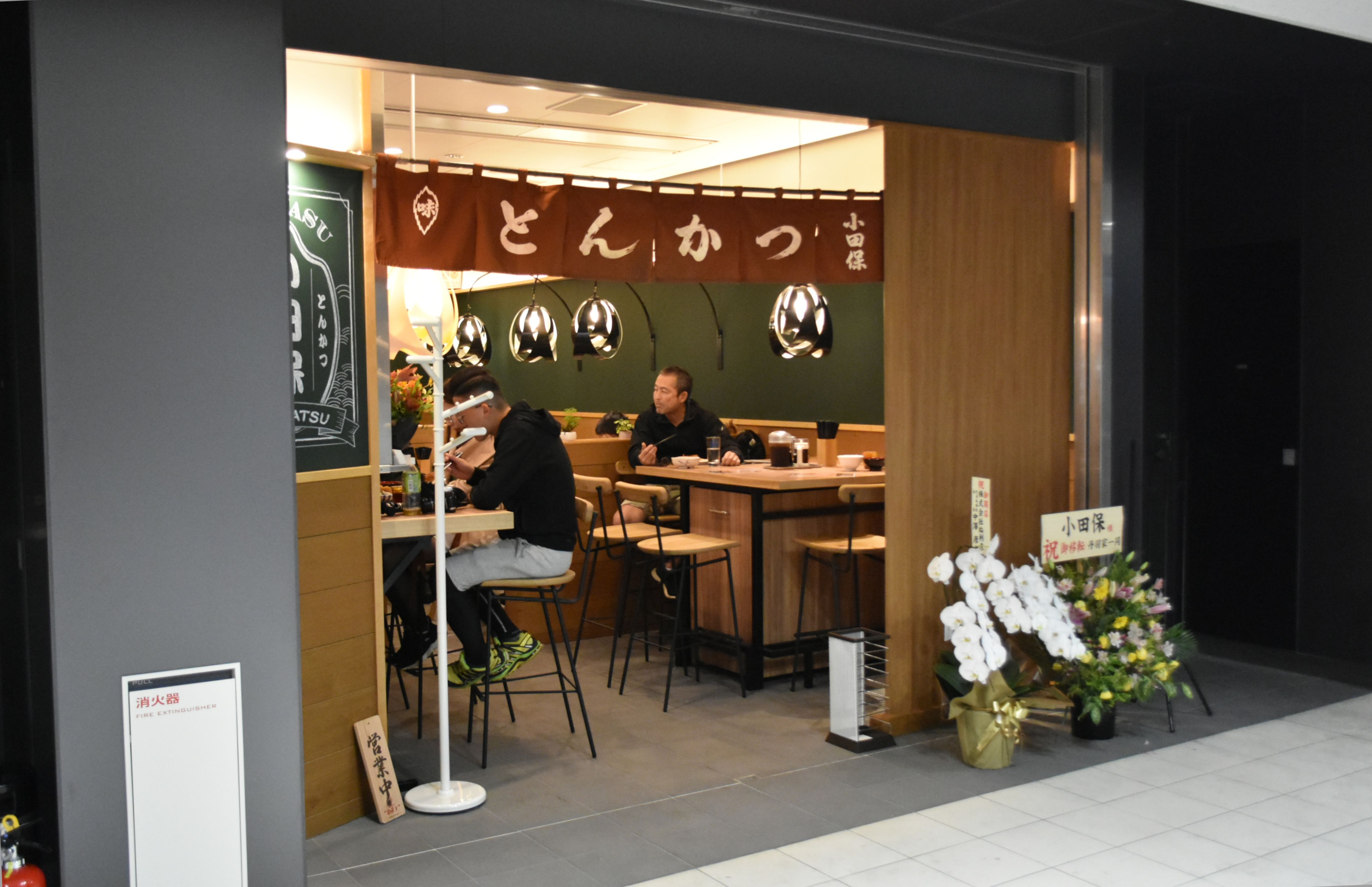
Toyosu, bar serwujący tonkatsu
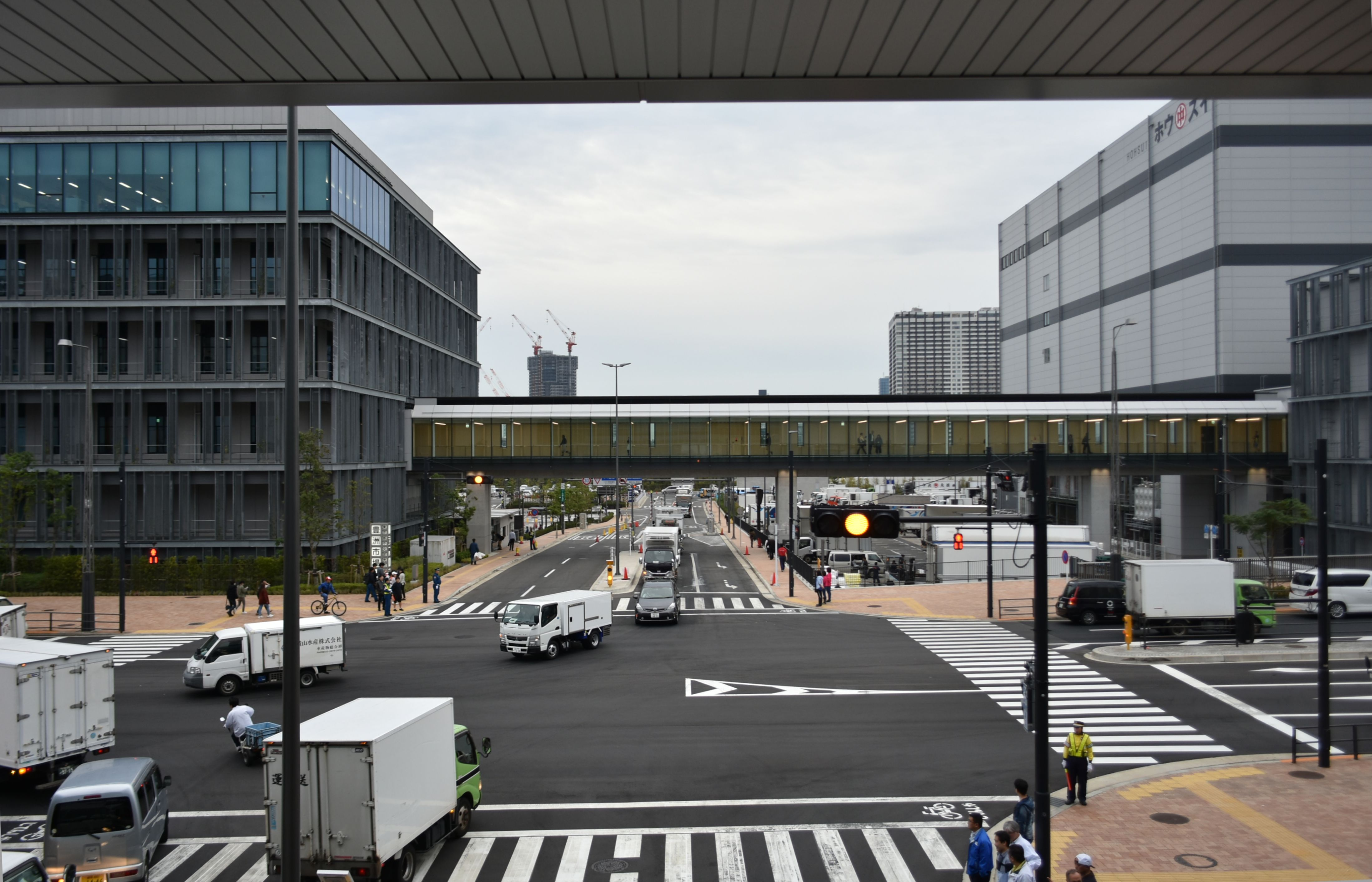
Przejście łączące budynki, po lewej gmach zarządu, po prawej – aukcji